# Wukesong
Wukesong (in cinese: 五棵松站S, Wǔkēsōng zhànP) è una stazione della linea 1 della metropolitana di Pechino.

## Storia
Il 15 gennaio 1971 aprì al pubblico la prima fase della metropolitana di Pechino, nella tratta tra la stazione di Gongzhufen e la stazione ferroviaria di Pechino centrale (oggi parte della linea 2). Il 5 agosto successivo la linea venne estesa fino a Yuquanlu, che all'epoca rappresentava il capolinea occidentale della linea, inaugurando nella stessa giornata anche la stazione di Wukesong.

## Origine del nome
L'origine del nome Wukesong, letteralmente in italiano "cinque alberi di pino", deriva dalla presenza di cinque alberi di pino che un tempo erano presenti nella zona attualmente occupata dalla stazione metropolitana. Secondo una leggenda popolare, i cinque alberi erano i resti del sito funerario di Shao Ying, un funzionario della dinastia Qing vissuto oltre 200 anni prima. Un'altra ipotesi, invece, sostiene che fossero stati piantati da qualcuno per offrire ombra e riposo ai trasportatori di carbone diretti a Mentougou, nella periferia occidentale di Pechino. Il nome Wukesong continuava ad essere pronunciato dalle persone e quindi tramandato nel tempo, divenendo una convenzione tra i cittadini.
Nel 1966, durante la costruzione della linea 1, il tunnel della metropolitana passò proprio sotto le radici di questi alberi, che poco dopo si seccarono e morirono. Nonostante vennero rimosse, il nome Wukesong rimase in uso fino a quando, nel 2020, per commemorare l'area, vennero piantati nuovamente cinque pini.

## Posizione
La stazione di Wukesong è stata costruita al di sotto della sezione occidentale del quarto anello autostradale di Pechino, nei quartieri Wanshoulu e Yongdinglu, nel distretto di Haidian. Nelle vicinanze della stazione è situata la Open University of China e la Wukesong Arena. 

## Struttura e impianti
La stazione di Wukesong è organizzata in tre piani, uno sul livello stradale e due sotterranei. Il piano superficiale ha esclusivamente la funzione di accesso alla stazione, mentre al primo piano interrato è stato costruito l'atrio con le biglietterie automatiche e il punto informazioni. Il secondo piano interrato è destinato alle banchine, organizzate secondo una struttura a isola.
La stazione dispone di 7 ingressi, indicati con le lettere A, B1, B2, C1, C2, D1 e D2. Gli accessi A, D1 e D2 conducono i passeggeri all'atrio occidentale, mentre i restanti quattro a quello orientale. Entrambi gli atrii conducono alla banchina centrale.

## Servizi
La stazione dispone di:
- Accessibilità per portatori di handicap (montascale ingressi C2 e D1)
- Emettitrice automatica biglietti
- Servizi igienici
- Sportello automatico
- Stazione video sorvegliata
- Ufficio polizia

### Orari
Il primo treno lascia la stazione di Wukesong in direzione Universal Resort tutti i giorni alle 5:08, mentre l'ultimo che effettua tutta la tratta parte alle 23:02. Alcuni treni effettuano solo una parte della tratta della linea 1 − Batong, fermando alla stazione di Sihuidong, con l'ultimo treno che effettua servizio alle 23:44.
In direzione opposta, verso Gucheng, il primo treno effettua servizio alle 5:23 mentre l'ultimo alle 00:09.

## Interscambi
- Fermata autobus